# Gravador de DVD

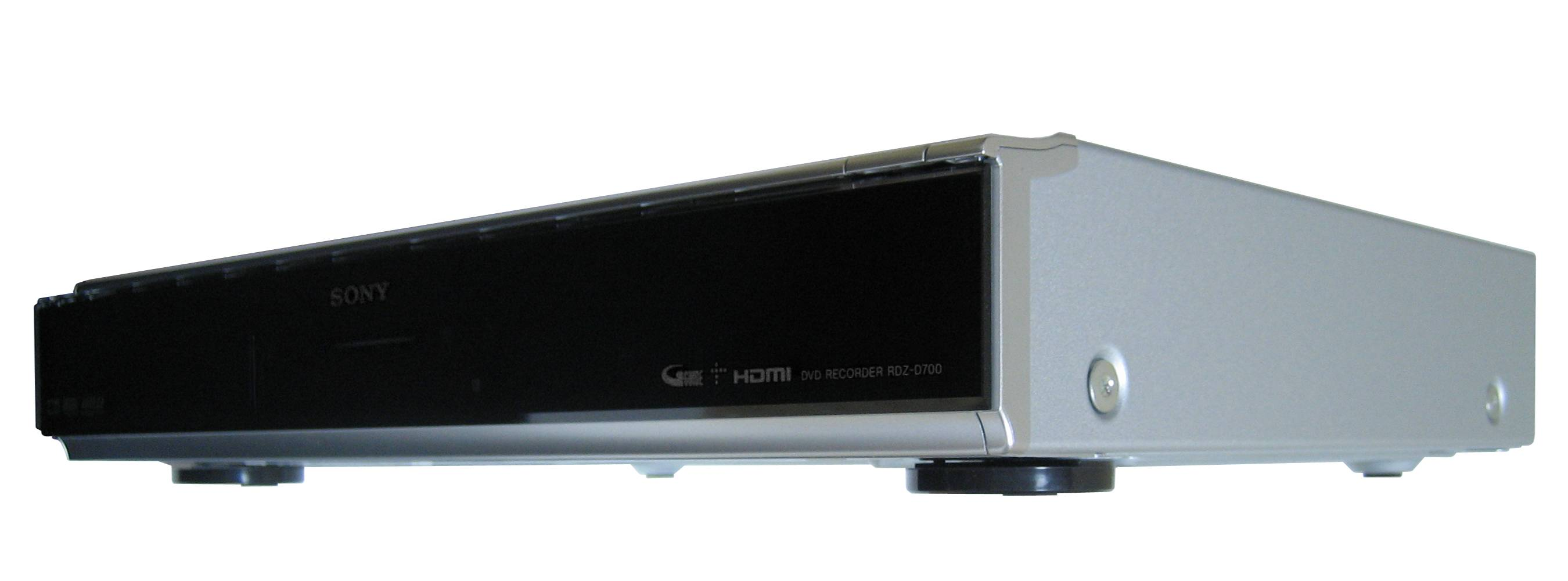
Gravador de DVD Sony RDZ-D700

Um gravador de DVD é um gravador de disco óptico que grava vídeo em mídia de DVD gravável em branco DVD-R. Tais dispositivos estão disponíveis como unidades instaláveis para computadores ou como componentes separados para uso em sistemas de home theater.
Desde 1º de março de 2007, todos os novos aparelhos de televisão equipados com  sintonizador fabricados ou importados nos Estados Unidos devem incluir um sintonizador ATSC. A Federal Communications Commission (FCC) dos EUA interpretou essa regra amplamente, incluindo aparelhos como computadores com placa de sintonizador de TV com capacidade de captura de vídeo, gravador de videocassete s e autônomo Gravadores de DVD. NTSC Os gravadores de DVD estão passando por uma transformação, seja adicionando um sintonizador digital ATSC ou removendo totalmente a capacidade do sintonizador broadcast television. No entanto, esses gravadores de DVD ainda podem gravar áudio analógico e vídeo analógico.
Os gravadores de DVD autônomos têm sido relativamente escassos nos Estados Unidos devido, em grande parte, às "restrições à gravação de vídeos".